# بروس كير
بروس كير (3 مايو 1996 في جنوب أفريقيا - ) (بالإنجليزية: Bruce Kerr)‏ هو لاعب كريكت جنوب أفريقي.

## وصلات خارجية
- بروس كير على موقع إي آس بي آن كريك إنفو (الإنجليزية)